# Irak en los Juegos Olímpicos de Sídney 2000
Irak estuvo representado en los Juegos Olímpicos de Sídney 2000 por cuatro deportistas, dos hombres y dos mujeres, que compitieron en dos deportes.
El equipo olímpico iraquí no obtuvo ninguna medalla en estos Juegos.